# 長崎市科学館
長崎市科学館（ながさきしかがくかん、Nagasaki City Science Museum）は、長崎県長崎市油木町にある、地球科学・天文学をメインにおいた科学館である。別名はスターシップ。

## 沿革
前身は「長崎市児童科学館」であった。1955年（昭和30年）7月に長崎市大浦町の旧英国領事館（長崎市大浦町1番37号。建物は現存）用地を長崎市が取得し、内部を若干改装した上で1957年（昭和32年）4月1日に「長崎市児童科学館」を開設した。当時は長崎市教育研究所を併設していた。
その後1990年（平成2年）に上銭座町へ、さらに1997年（平成9年）4月26日に油木町（現在地）に移転し、「長崎市科学館（現在名）」に改称された。
平成22年（2010年）4月1日より指定管理者として長崎ダイヤモンドスタッフ株式会社の運営となり、草野仁が名誉館長兼運営アドバイザーに就任した。

## 施設概要

### スペースシアター
- 料金 - 有料。2階ロビーでチケットを購入し入場できる。

### 展示室
- 料金 - 有料。2階ロビーでチケットを購入し入場できる。
- 展示物 - ほとんどは地学の展示である。スロープがあるので車椅子などでの見学も可能だが、やや照生物相、岩石、化石などの展示がある。
地球ゾーン
「地震体験ステージ」では過去の地震を再現し、実際に体験できる。他にも地球儀や偏光顕微鏡による岩石観察などがある。
宇宙ゾーン
体験施設の「宇宙船アドベンチャー号」「ファンタジーシアター」がある。他にも月球儀や擬似宇宙旅行「ツールドコスモス」などがある。
おもしろ実験室
土・日・祝日にはおもしろ実験（12:00-12:30、14:30-15:00）、おもしろ工作（10:30-11:30、13:00-14:00、15:30-16:30）をおこなう。おもしろ実験は平日の学校団体などにも対応している。

### 天文台
- 料金 - 無料。
- 位置 - 2階ロビーから階段またはエレベーターで4階へ行く。
- 2つの天文台がある。11:00-11:30と14:00-14:30の1日2回公開しており、晴れていれば青空に浮かぶ星や太陽黒点、プロミネンスを観察できる。
  - 第1天文台 - 70cm反射望遠鏡を設置。スロープがあるので車椅子などでの見学も可能。
  - 第2天文台 - 15cm屈折望遠鏡を設置し、太陽観察用で活用。
- 毎週土曜日には夜間天体観望会をおこなう（天候不良時は中止）。その他大きな天体現象時にも観望会を開催する。

## 利用案内
- 所在地：〒852-8035 長崎市油木町7-2
  - 北緯32度46分43.9秒 東経129度51分12.2秒
  - 長崎県立総合体育館に隣接
- 開館時間：9:30～17:00
- 休館日：月曜日（月曜日が休祭日の場合はその翌日）、休祝日の翌日、年末年始（12月29日～1月3日）
- 入館料：無料（1階、2階ロビー、3階図書コーナー、4階天文台）、3歳未満無料
  - 有料エリア：プラネタリウム、全天周映画 - 子供（3歳以上15歳以下）250円、大人500円。団体割引（15名様以上）子供200円、大人400円[1]
  - 有料エリア：展示室 - 子供200円、大人400円。団体割引（15名様以上）は子供160円、大人320円[1]
  - 特典 - 長崎市内在住か長崎市内に通園・通学している子供は土曜日10:00からのプラネタリウム（学習番組）と展示室が無料

## 交通アクセス
- 最寄りのバス停
  - 長崎バス
    - 「油木町」、「護国神社裏」バス停（下車後すぐ）
      - 長崎駅方面より、3番系統または4番系統の「下大橋」行きに乗車。3番系統が短時間で着くが便数が少ない。4番系統は西城山経由で所要時間が長いが便数が多い。

    - 「下大橋」バス停（下車後、平坦な道を5～10分）
      - 長崎駅方面から、8番系統「下大橋」行きのバスに乗車。

    - 「大橋」バス停（下車後、平坦な道を徒歩10～15分）
      - 長崎駅・浦上駅方面からは、1番・2番系統のバスに乗車。
      - 時津町・長与町・道の尾・住吉方面からは、20番系統のバスに乗車。
- 最寄りの電停
  - 長崎電気軌道
    - 「大橋電停」で下車後、平坦な道を徒歩約10～15分。
- 最寄りの国道
  - 国道206号
    - 長崎駅・浦上駅方面からは「大橋交差点」で左折（時津・長与・住吉方面からは右折）、浦上川を渡り、小江原方面へ直進する。
    - 駐車場（無料）
      - 屋内 - 収容台数 222台 　
      - 屋外 - バス専用 収容台数 8台

## 周辺施設
- 長崎県立総合体育館
- 護国神社
- 長崎交通公園
- 長崎バス大橋営業所
- 長崎県営野球場（ビッグNスタジアム）
- ヤマダ電機テックランド長崎本店
- リンガーハット大橋球場前店
- 長崎市立緑が丘中学校
- 聖マリア学院小学校

## 関連事項
- 長崎歴史文化博物館 -  長崎奉行所跡地に改築開館した歴史とエンターテイメントの博物館。
- 長崎市恐竜博物館 - 2021年（令和3年）にオープンする博物館。